# Diploglottis macrantha
Diploglottis macrantha är en kinesträdsväxtart som beskrevs av L.S. Smith S.T. Reynolds. Diploglottis macrantha ingår i släktet Diploglottis och familjen kinesträdsväxter. Inga underarter finns listade i Catalogue of Life.